# Marius Nicoară
Marius Petre Nicoară (n. 19 noiembrie 1958, Cluj, România) este un politician și om de afaceri român, senator de Cluj, fost președinte al Consiliului Județean Cluj și președintele filialei PNL a județului Cluj. În data de 18 iunie 2018 a anunțat în plenul Senatului că a trecut la grupul ALDE.

## Studiile și începutul activității
În 1988 a absolvit cursurile de Prelucrări Metalurgice ale Institutului Politehnic din Cluj. Până în 1992 a lucrat ca inginer la Regia de Gospodărire Comunală și Locativă Cluj și ca instructor auto. Apoi a devenit proprietarul mai multor firme de import-export. În 1993 a fondat împreună cu alți asociați Banca Transilvania, cu sediul în Cluj.

## Cariera politică
Între 2004 - 2008 a fost președinte al Consiliului Județean Cluj. La alegerile locale din 2008 a candidat din partea PNL pentru un nou mandat, dar a fost surclasat de Alin Tișe, candidat din partea PD-L și fin al lui Emil Boc, președintele acestei formațiuni. La 18 mai 2008 a fost înscris de Coaliția pentru o Guvernare Curată pe lista candidaților la șefia Consiliilor Județene care nu întrunesc criteriile de integritate stabilite de cele 8 ONG-uri reunite în cadrul Coaliției. Nicoară a contestat raportul, considerându-l partizan. La alegerile din 30 noiembrie 2008 a fost ales senator PNL în colegiul uninominal 3 al județului Cluj (municipiile Gherla, Dej și Câmpia Turzii și comunele aferente).
La alegerile locale din 2012 a candidat pentru funcția de primar al Clujului. S-a clasat pe locul al doilea, cu 52.251 de voturi, față de cele 53.674 de voturi obținute de Emil Boc (PDL).

## Incidentul din 2010
În data de 10 mai 2010 a fost filmat în senat în timp ce viziona un film indecent în timpul dezbaterilor la legea pensiilor. Senatorul a comentat ulterior: „Nu este vorba despre un film pentru adulți, ci este vorba pur și simplu de un mail pe care l-am primit de la un coleg, în care e vorba despre cu totul altceva. Nu are nicio legătură cu filme pentru adulți. Este un mail glumeț. Nu este absolut nimic acolo indecent. Este doar un masaj thailandez versus masaj american.”

## Iubitor de artă
În 2015, ziarul Gândul a analizat declarațiile de avere ale senatorilor și deputaților și a descoperit că 70 dintre cei 562 de aleși au declarat că dețin tablouri și obiecte de artă. Senatorul Marius Nicoară a declarat că are 80 de tablouri, cumpărate și moștenite. În cei 22.000 de euro declarați la acest capitol, intră „peisaje, compoziții și icoane” ale unor pictori clujeni, printre care Florin Țonea, Ioan Sima, Teodor Harșia, Ovidiu Avram și Istvan Kancsura. „Sunt un iubitor de artă, am moștenit asta de la mama. Sunt foarte departe de a avea vreo asemănare cu domnul Vâlcov, mi-ar fi plăcut să am astfel de tablouri cum are domnul Vâlcov, dacă sunt adevărate. Din păcate, eu am doar pictori clujeni mai consacrați sau mai puțin consacrați”, a spus Nicoară.

## Controverse
Pe 5 noiembrie 2016 Marius Nicoară a fost trimis în judecată de Parchetul de pe lângă Înalta Curte de Casație și Justiție pentru conducerea unui autoturism sub influența băuturilor alcoolice. 
Pe 13 martie 2018 Înalta Curte de Casație și Justiție l-a condamnat definitiv la un an de închisoare cu suspendare în acest dosar.